# Pilopogon muelleri
Pilopogon muelleri là một loài Rêu trong họ Dicranaceae. Loài này được (Hampe) Broth. miêu tả khoa học đầu tiên năm 1901.